# Elythranthera brunonis
Elythranthera brunonis är en orkidéart som först beskrevs av Stephan Ladislaus Endlicher, och fick sitt nu gällande namn av Alexander Segger George. Elythranthera brunonis ingår i släktet Elythranthera och familjen orkidéer. Inga underarter finns listade i Catalogue of Life.

## Bildgalleri

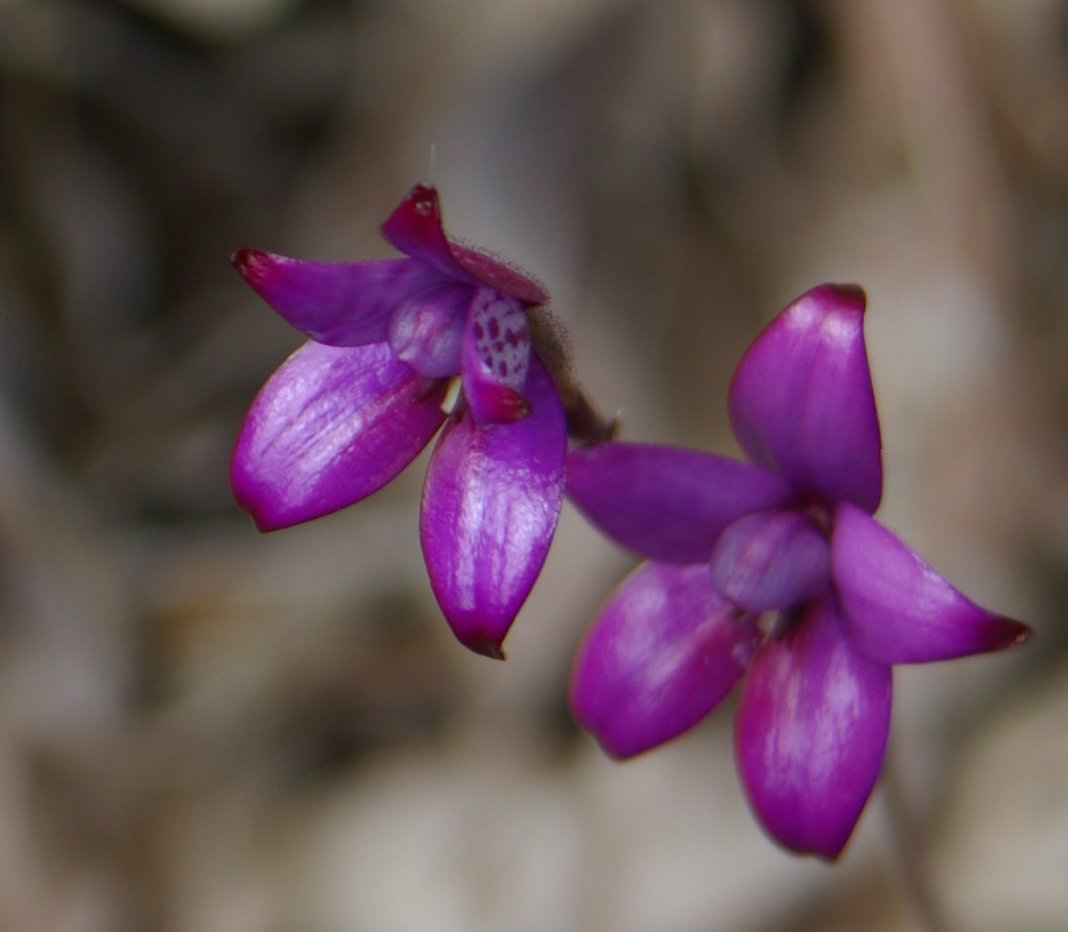
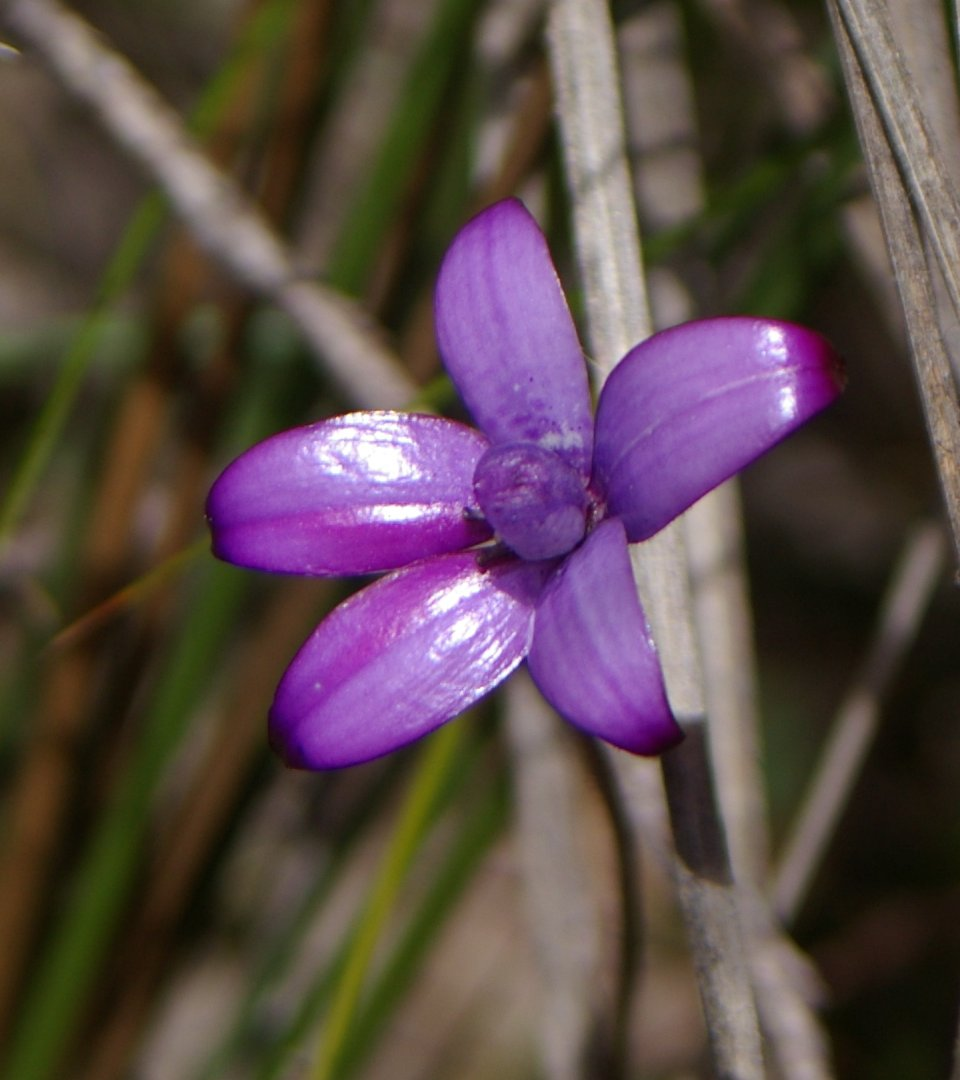
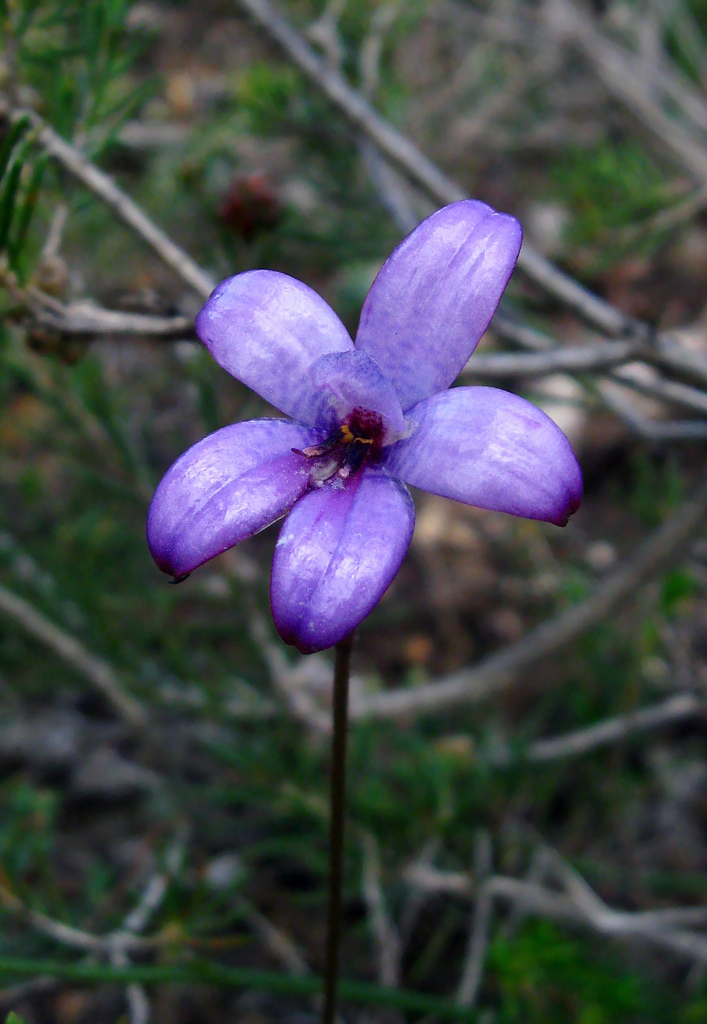
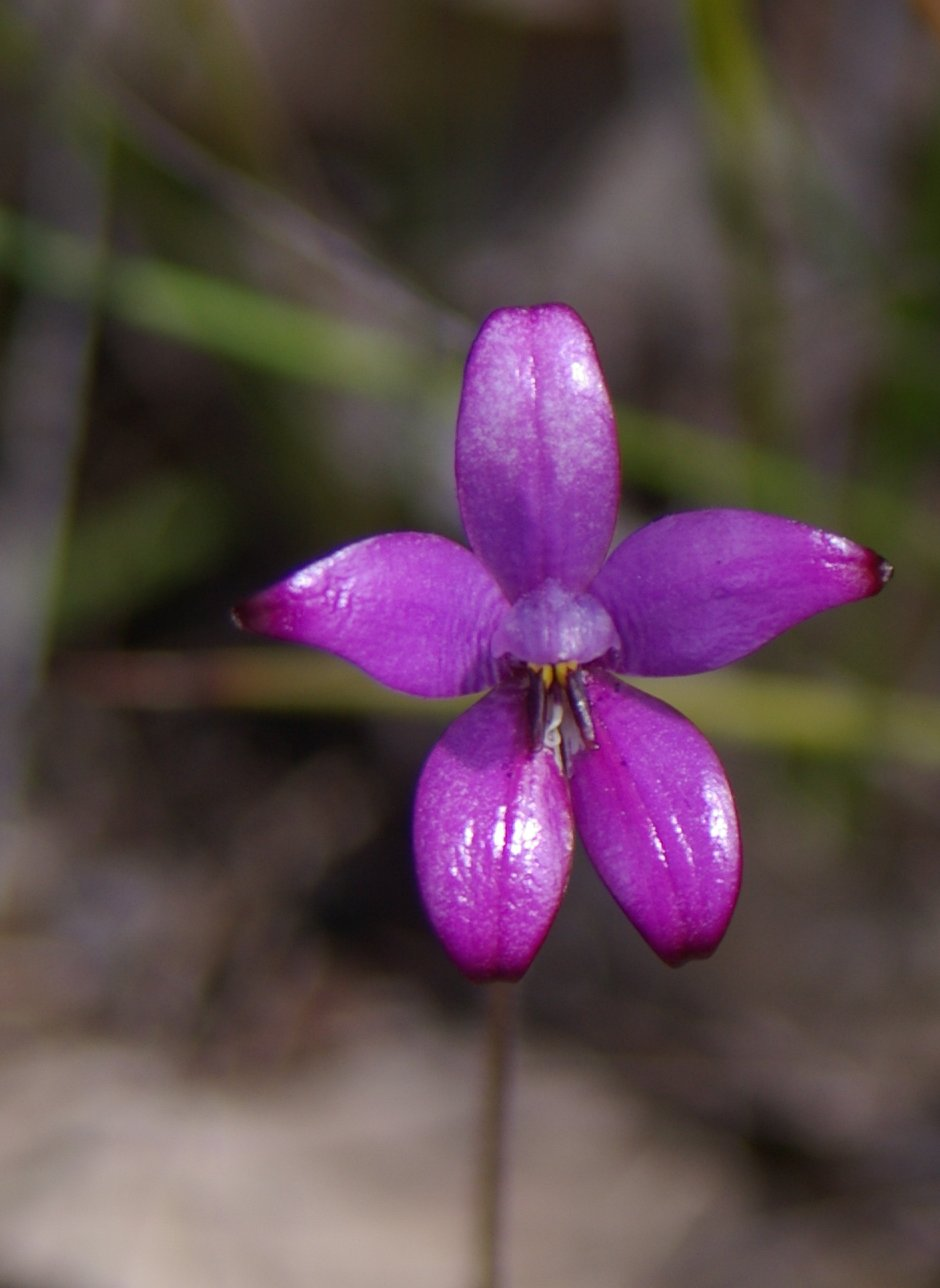
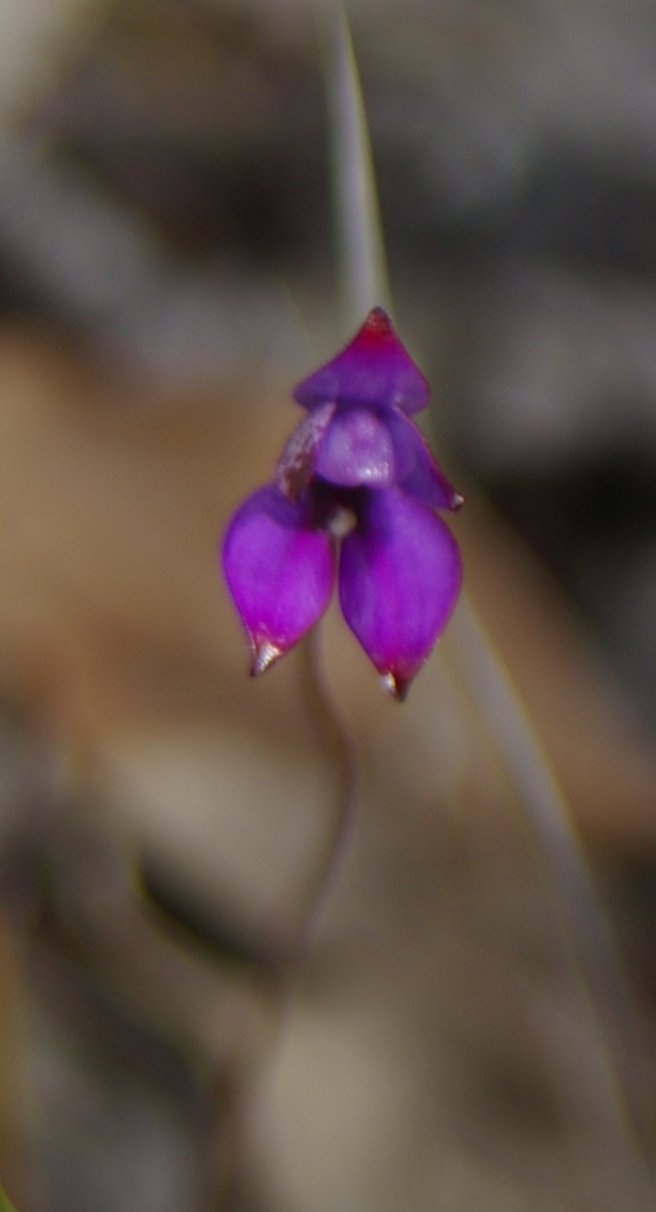
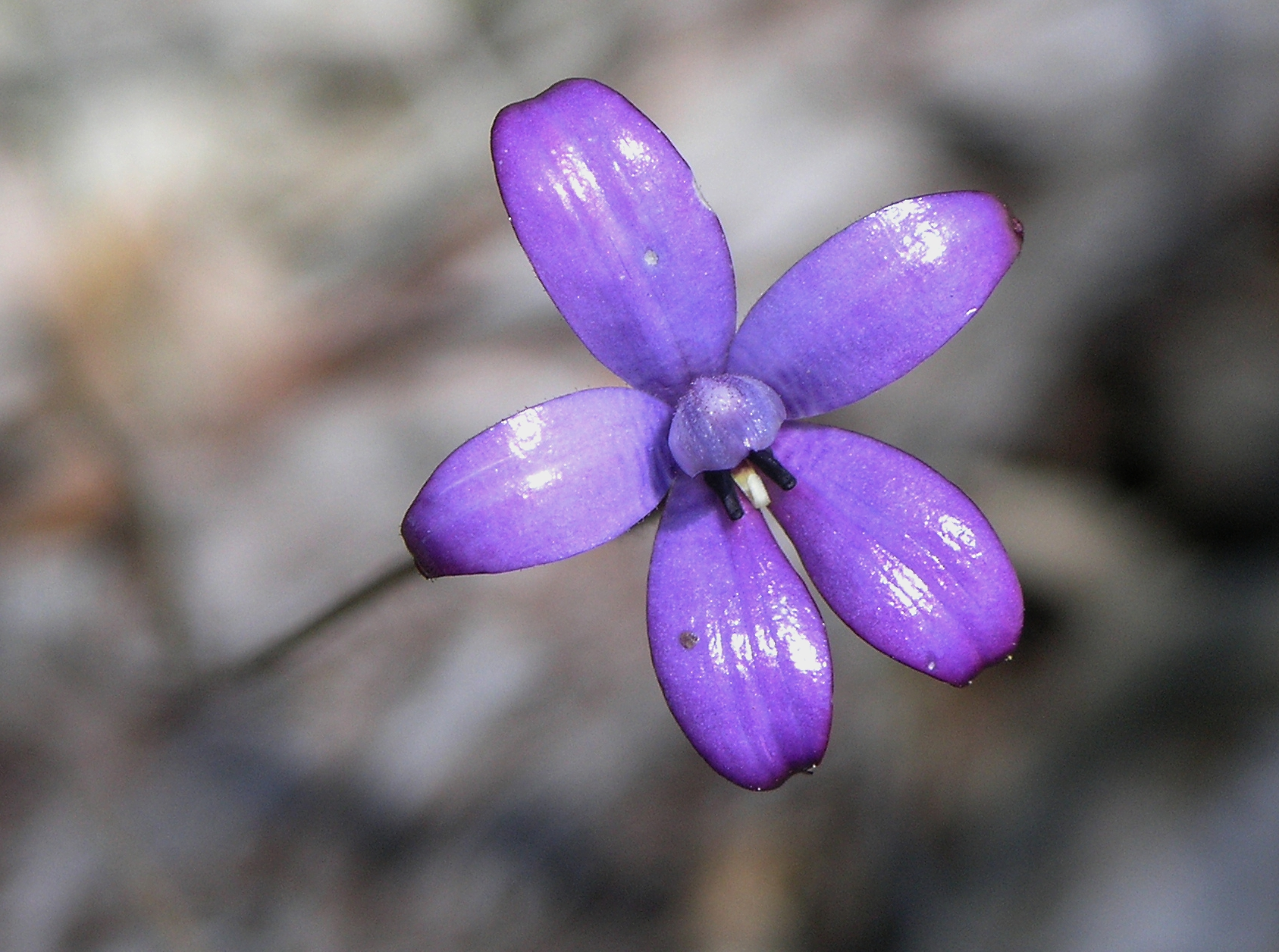